# Messerschmitt M23

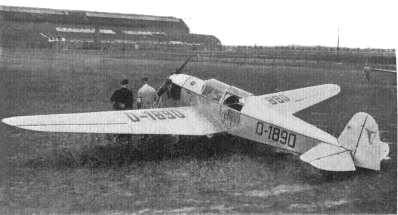
Messerschmitt M 23c

Die Messerschmitt M 23 war ein Sport- und Schulflugzeug, das 1928 von dem deutschen Flugzeugkonstrukteur Willy Messerschmitt entworfen und von den Bayerischen Flugzeugwerken hergestellt wurde.

## Geschichte
Die M 23 entstand als vergrößerte Version der M 19. Ursprünglich als Wettbewerbsflugzeug entworfen, fand die Maschine schnell weite Verbreitung und errang eine Reihe bemerkenswerter Leistungen, wie etwa den Sieg beim Europarundflug 1929 und 1930. Es überstand kein Flugzeug den Zweiten Weltkrieg.

## Versionen
Gebaut wurde die M 23 in drei Versionen mit einer Vielzahl an Motorisierungen:
- Die M 23a diente vorrangig zu Testzwecken; es wurde nur eine geringe Stückzahl verkauft. Die ersten beiden Maschinen waren mit Zweizylinder-Boxermotoren ABC Scorpion mit 38 PS untermotorisiert. Die dritte Maschine (D-1571) war mit dem Fünfzylinder-Sternmotor Armstrong Siddeley Genet ausgerüstet, dessen 80 PS für ausreichende Leistungen sorgten. Theodor Croneiß 1929 gewann damit den „Ostpreußenflug“. Danach folgten noch sechs Maschinen mit anderen Motoren wie dem Neunzylinder Salmson 9 AD mit 45 PS.
- Von der M 23b, die Ende März 1929 das erste Mal abhob, wurden bis Ende 1931 mehr als 70 Maschinen verkauft. Ausgerüstet mit stärkeren Motoren wie dem Fünfzylinder-Sternmotor Siemens & Halske Sh 13 mit 81 PS war sie an gerundeten Rumpfrücken und Tragflächenenden zu erkennen. Neben aerodynamischen Verbesserungen wurde für die stärkeren Motoren auch die Struktur verstärkt. Fritz Morzik gewann mit einer M 23b (D-1673) den Europarundflug 1929.[2]
- Von der M 23c, speziell für den Europarundflug 1930 entwickelt, wurden elf Maschinen gebaut. Sie hatten, im Gegensatz zu den Vorversionen, ein Cockpit mit Glaskanzel sowie einen neuen Rumpf, der vorn aus Leichtmetall bestand, und wurden von einem Sternmotor Siemens & Halske Sh 13 mit 81 PS oder einem Argus As 8 mit 100 PS angetrieben. Mit der D-1883 gewann Fritz Morzik abermals den Europarundflug.

## Konstruktion
Es handelte sich um einen freitragenden Tiefdecker in Holzbauweise mit anklappbaren Tragflächen und starrem Fahrwerk.

## Technische Daten

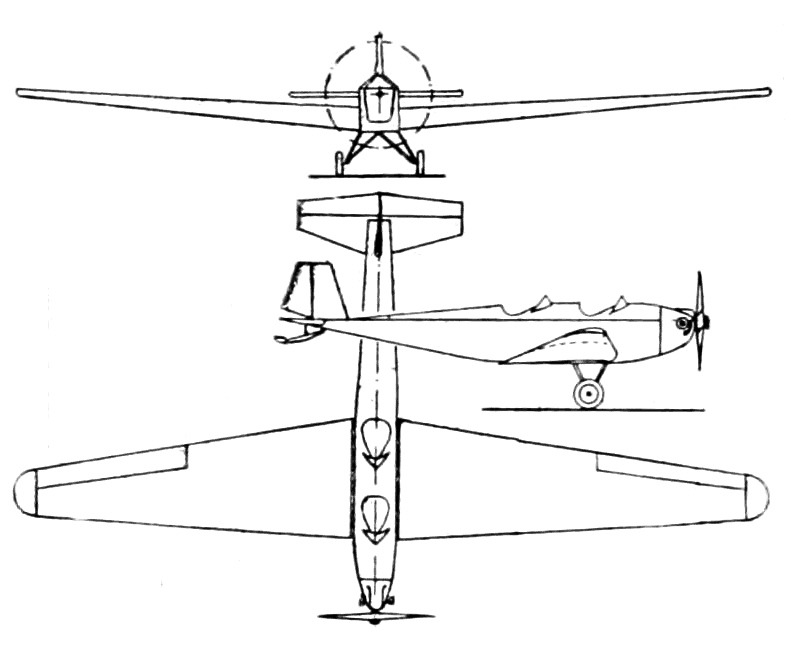
Dreiseitenansicht

| Kenngröße             | Daten (M 23b)                                 |
| --------------------- | --------------------------------------------- |
| Besatzung             | 2                                             |
| Länge                 | 6,43–6,66 m                                   |
| Spannweite            | 11,80 m                                       |
| Höhe                  | 2,30 m                                        |
| Flügelfläche          | 14,40 m²                                      |
| Flügelstreckung       | 9,7                                           |
| Nutzlast              | 240–300 kg                                    |
| Leermasse             | 285–370 kg                                    |
| Startmasse            | 535–670 kg                                    |
| Höchstgeschwindigkeit | 162–185 km/h                                  |
| Dienstgipfelhöhe      | 4800–6000 m                                   |
| Reichweite            | 700–1000 km                                   |
| Triebwerke            | verschiedene Motoren mit 60–85 kW (81–115 PS) |